# Югурта Хамрун
Югурта Хамрун (араб. يوغرطة حمرون, нар. 27 січня 1989, Бузген, вілаєт Тізі-Узу) — алжирський футболіст, півзахисник клубу «ББ Ерзурумспор».
Виступав, зокрема, за клуби «Генгам», «Стяуа» та «Ас-Садд», а також олімпійську збірну Алжиру.
Володар Кубка Франції та кубка Еміра Катару. 

## Клубна кар'єра
Народився 27 січня 1989 року в місті Бузген у вілаєті Тізі-Узу. Вихованець футбольної школи французького «Генгама». Дорослу футбольну кар'єру розпочав 2008 року в основній команді того ж клубу, в якій провів три сезони, взявши участь у 21 матчі чемпіонату.  За цей час виборов титул володаря Кубка Франції.
Своєю грою за цю команду привернув увагу представників тренерського штабу болгарського «Чорноморець» (Бургас), до складу якого приєднався 2011 року. Відіграв за бургаську команду наступний сезон своєї ігрової кар'єри. Виходив на поле нерегулярно, проте мав середню результативність на рівні 0,43 голу за гру першості.
2012 року уклав контракт з турецьким клубом «Карабюкспор», у складі якого провів наступні два роки своєї кар'єри гравця.  Більшість часу, проведеного у складі «Карабюкспора», був основним гравцем команди.
З січня 2015 року грає в Румунії — півсезону захищав кольори команди клубу «Оцелул», після чого став гравцем «Стяуа».
У 2016 році переїхав до [[Катар]у]: спочатку провів один сезон на правах оренди в клубі «Ас-Садд», після чого в липні 2017 катарський клуб викупив контракт Хамруна за 1 мільйон євро. Сезон 2017/18 був найуспішнішим за час виступів у Катарі з 12 голами у 18 матчах чемпіонату та трьома кубковими трофеями. Наступний сезон провів в оренді: осінню частину в «Аль-Харітіяті», а у весняній грав за «Катар СК».
2 вересня 2019 перейшов до турецького «ББ Ерзурумспор».

## Виступи за збірну
З 2011 по 2012 рік  захищав кольори олімпійської збірної Алжиру. У складі цієї команди провів 6 матчів, забив 2 голи.

## Титули і досягнення
- Володар Кубка Франції (1):

«Генгам»:  2008–09
- Володар Кубка румунської ліги (1):

«Стяуа»:  2015–16
- Володар Кубка Еміра Катару (1):

«Ас-Садд»:  2017
- Володар Кубка наслідного принца Катару (1):

«Ас-Садд»:  2017
- Володар Кубка шейха Яссіма (1):

«Ас-Садд»:  2017